# Asan Rampak
Asan Rampak is een bestuurslaag in het regentschap Aceh Timur van de provincie Atjeh, Indonesië. Asan Rampak telt 266 inwoners (volkstelling 2010).